# トファ人
トファ人（英語: Topfalars、Tofa people、ロシア語: Тофалары、тофа、トファ語: тоъфа、тоъфалар  ）は、ロシアイルクーツク州に居住するテュルク系民族である。トファラル人、カラガス人とも呼ばれる。

## 概要
シベリア・テュルク語群に属するトファ語を話す。言語と文化はトゥバ人に近い。
かつてはタイガにてトナカイ遊牧と狩猟採集を行っていた。若者はロシア語も話し、伝統的な狩猟採集生活、シャーマニズム信仰は衰退を余儀なくされた。
人種はモンゴロイドに属する。2021年の国勢調査では、ロシアに719人。遺伝的にはY染色体ハプログループN系統が59.4%の高頻度である。
歴史的にトファラリアと呼ばれる地域に定住している。

## 文化

### 食事
肉類、ライ麦パン、ベリー類、松の実、タマネギ、人参などを食べている。喫煙も男女問わず広く行われていた。

### 民間伝承
ことわざ、民謡、格言、伝説など豊かな民間伝承がある。ほとんどが口承である。

### 死生観
死者は死後Erlikで暮らすと信じられており、私物と共に埋葬される。また、キリスト教の影響も強く受けており、ロシアのキリスト教徒のように、親族の死後9日目、40日目、6ヶ月目、1年目に死を記念する。